# 胥持国
胥持国（12世纪—1198年），字秉钧，代州繁畤县（今山西省繁峙县）人。金朝大臣，金章宗时尚书右丞。胥鼎之父。
胥持国是朝廷招幼童学经的经童出身。金世宗时，初任博野（今河北省博野县）县丞。调任太子司仓，得识皇太孙完颜璟。转任祗应司令。完颜璟即位为金章宗，授胥持国为宫籍副监，后任工部侍郎，转任工部尚书。明昌四年（1193年）升为参知政事。明昌五年（1194年）黄河在阳武（今河南省原阳县）决堤，受命主持治理工程。进升为尚书右丞。胥持国为人奸佞有智谋，胥持国与章宗妃李師兒内外勾结，互为表里，甚得章宗宠信，专擅朝政，杀郑王完顏永蹈、镐王完顏永中，罢完颜守贞，都谋出自李師兒、胥持国。民谣称：“经童作相，监婢为妃”，趋附其门下得进之人号为“胥门十哲”。 承安二年（1197年）八月，被御史弹劾罢官。后为枢密副使，佐枢密使完颜襄行省于北京（今内蒙古宁城县），在军中去世，谥号通敏。

## 延伸阅读
[在维基数据编辑]
 《金史·卷129》，出自脱脱《遼史》